# Fritz Oerter

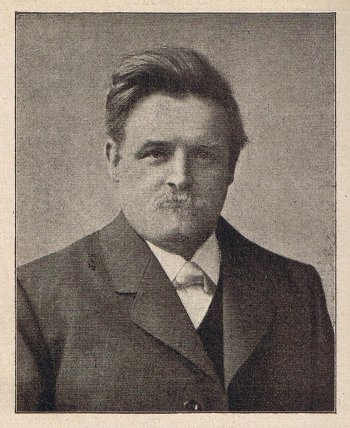
Fritz Oerter

Friedrich „Fritz“ Oerter (geboren am 19. Februar 1869 in Straubing; gestorben am 20. September 1935 in Fürth) war Lithograf, Schriftsteller und Buchhändler. Er war ein Vertreter des Anarchosyndikalismus.

## Leben
Fritz Oerter wurde als Sohn eines Feldwebels in Straubing geboren. Sein Vater kam mit einer Kriegsverletzung aus dem Deutsch-Französischen Krieg zurück und musste somit den Dienst quittieren. Oerter wuchs in Straubing, Germersheim und später in Fürth auf. Nach der Schulzeit in Fürth erlernte Oerter zunächst den Beruf des Lithografen.

Er selbst schrieb zu seiner Jugend:
So kam es, daß ich meine früheste Kindheit an der Donau, meine Jugend am Rhein, meine Flegeljahre zwischen Rednitz und Pegnitz verbrachte und mithin so ziemlich mit allen Wassern gewaschen bin. In Fürth besuchte ich mehrere Jahre die Realschule und erlernte dann die Lithografie. Mit Ausnahme von zwei Jahren, die ich auswärts zubrachte, lebe ich seit dieser Zeit in Fürth. Schon in jungen Jahren nahm ich lebhaften Anteil am öffentlichen Leben. Unter dem Einfluss der Schule und der häuslichen Erziehung war ich ein glühender Patriot, aber unter dem Druck des Erwerbslebens verwandelte ich mich schon bald in einen ebenso begeisterten Anhänger der Sozialdemokratie. Die Bewegung der Unabhängigkeit zu Anfang der neunziger Jahre führte mich dann ins Lager des Anarchismus.
Bereits mit Anfang 20 begeisterte er sich  für den gewaltfreien Anarchismus. Er war zeit seines Lebens politisch aktiv und beteiligte sich etwa an der vier Tage währenden Fürther Räterepublik nach dem Ersten Weltkrieg. Der Herausgeber schreibt in seiner erst kürzlich veröffentlichten Autobiographie: 
Merkwürdigerweise geschahs, daß der in Fürth als Anarchist und Syndikalist wohlbekannte Fritz Oerter, der aus seiner Gesinnung nie einen Hehl gemacht hat, bei allen wichtigen Ereignissen mit an die Spitze gestellt wurde, ohne daß er sich irgendwie vordrängte.
Danach eröffnete er eine Leihbücherei, leitete die Redaktion von Der Syndikalist und war laut Rudolf Rocker einer „der begabtesten Schriftsteller der anarchistischen Bewegung“. Er wohnte gemeinsam mit seiner Frau Anna Oerter in der Unteren Fischerstraße 13, seine Buchhandlung und Leihbücherei befand sich in Fürth in der Oberen Fischerstraße 5 (Eingang Obere Fischerstraße 3). Das Paar hatte zwei Töchter. Fritz Oerter hatte einen jüngeren Bruder, Sepp Oerter, der ebenfalls politisch aktiv und von 1920 bis 1921 Ministerpräsident des Landes Braunschweig war.
Seine kritische Haltung gegenüber dem Nationalsozialismus, die er stets auch in seinen Publikationen zum Ausdruck brachte, und seine Kontakte zum demokratischen Widerstand gegen Nationalismus und Großkapital führte immer wieder zu Verhaftungen. Zuletzt wurde Oerter im Alter von 66 Jahren im September 1935 verhaftet und durch die SA verhört. Während der einwöchigen Haft wurde Oerter offensichtlich schlecht behandelt, sodass er geschwächt und gebrochen die Haft verließ. Kurze Zeit später starb Oerter am 19. September 1935 an den Folgen einer Lungenentzündung im Krankenhaus, vermutlich infolge der Misshandlungen durch die SA und der Haftbedingungen.

## Rezeption
Im Jahr 2022 wurden seine Fragment gebliebenen Lebenserinnerungen unter dem Titel Lebenslinien im Verbrecher Verlag veröffentlicht; die Süddeutsche Zeitung schrieb „seine Texte sind immer noch lesenswert“, im Bayerischen Rundfunk sah Dirk Kruse in dem Buch „ein bewegendes Zeugnis des Widerstands gegen herrschende Verhältnisse“, die Direkte Aktion begeisterte sich für Oerters „radikale Menschenfreundlichkeit“. Ebenfalls 2022 erschien ein Film über Oerter, Ich verwerfe jede Gewalt von Judith Dauwalter, bei der Medienwerkstatt Franken. Im Kriminalroman Vom Untergang von Leonhard F. Seidl ist Fritz Oerter eine Nebenfigur.

## Ehrung
Anlässlich des 150. Geburtstags von Fritz Oerter wurde auf Initiative des Fürther Schriftstellers Leonhard F. Seidl am 19. Februar 2019 an der Fassade der Pfarrgasse 3 eine Gedenktafel angebracht. Knapp 80 Personen waren zu diesem Festakt erschienen; die Tafel wurde feierlich enthüllt.

## Schriften
- Was wollen die Syndikalisten? Fritz Kater, Berlin 1920. (library.fes.de)
- Grundlagen für ein neues Leben. Cerny, Wien 1920.
- Gewalt oder Gewaltlosigkeit? Cerny, Wien 1920.
- Jugend! Voran! Eine Sammlung von Anregungen in Poesie und Prosa. Für die Jugend ausgewählt von Fritz Oerter. Verlag „Der Syndikalist“, Berlin 1913 (online: https://portal.dnb.de/bookviewer/view/113820370X#page/n1/mode/2up, abgerufen am 3. Mai 2023).
- Die freie Liebe. Fritz Kater, Berlin 1920. (library.fes.de), (fuerthwiki.de)
- Texte gegen Krieg und Reaktion. Hrsg. von Helge Döhring. Edition AV, Lich 2015, ISBN 978-3-86841-116-4.
- Lebenslinien. Hrsg. von Leonhard F. Seidl. Verbrecher Verlag, Berlin 2022, ISBN 978-3-943167-03-0.